# Activismo de la salud
El activismo de la salud, abarca el servicio directo a la persona o la familia, así como las actividades que promueven la salud y el acceso a la atención de salud en las comunidades y el público en general. Los defensores apoyan y promueven los derechos del paciente en el ámbito de la atención de la salud, ayudan a desarrollar la capacidad para mejorar la salud de la comunidad y mejoran las iniciativas de política de la salud centradas en la atención disponible, segura y de calidad. Los defensores de la salud son los más adecuados para abordar el desafío de la atención centrada en el paciente en nuestro complejo sistema de salud. El Instituto de Medicina (OIM) define la atención centrada en el paciente como: Atención médica que establece una asociación entre los profesionales, los pacientes y sus familias (cuando sea apropiado) para asegurar que las decisiones respeten los deseos, necesidades y preferencias de los pacientes y que los pacientes tengan la educación y el apoyo que necesitan para tomar decisiones y participar en su propia atención. La atención centrada en el paciente es también uno de los objetivos de exceso de alcance de la defensa de la salud, además de sistemas médicos más seguros, y una mayor participación del paciente en la prestación de atención médica y el diseño. 

## Historia
Un campo separado e identificable de la defensa de la salud surgió del movimiento por los derechos de los pacientes de la década de 1970. Este fue claramente un período en el que un enfoque "basado en los derechos" proporciona la base de mucha acción social. La "inspiración" inicial para una "factura de derechos paciente" provino de una organización de defensa, la Organización Nacional de Derechos de Bienestar (NWRO). En 1970, la lista NWRO de los derechos de los pacientes se incorporó a los estándares de acreditación de la Comisión Conjunta para hospitales, y fue reimpresa y distribuida por el Boston Women's Health Book Collective —autores de Our Bodies, Ourselves—como parte del programa de educación para la salud de sus mujeres. El preámbulo del documento NWRO se convirtió en la base de la Carta de Derechos del Paciente adoptada por la Asociación Americana de Hospitales en 1972. 
La defensa del paciente, como práctica hospitalaria, surgió de este movimiento por los derechos de los pacientes: se necesitaban defensores de los pacientes (a menudo llamados representantes de pacientes) para proteger y mejorar los derechos de los pacientes en un momento en que las estancias hospitalarias eran largas y agudas (enfermedades cardíacas, accidentes cerebrovasculares y cáncer) contribuyeron al auge del crecimiento hospitalario. Los reformadores de la atención médica en ese momento critican este crecimiento citando la Ley de Roemer: una cama de hospital construida es una cama que es probable que se llene. Y los analistas de salud más radicales acuñaron el término "imperios de salud "para referirse al creciente poder de estas grandes instituciones docentes que vincularon la atención hospitalaria con la educación médica, poniendo a uno al servicio del otro, posiblemente perdiendo el enfoque centrado en el paciente en el proceso. No fue de extrañar, entonces, que la defensa del paciente, al igual que la atención al paciente, se centrara en la estancia hospitalaria, mientras que la defensa de la salud tomó una perspectiva más crítica de un sistema de atención de la salud en el que el poder se concentró en la cima en grandes centros de enseñanza médica y un dominio de la profesión médica. 
El campo de la promoción de la salud también tiene raíces más profundas en el sector de la organización voluntaria de la sociedad, donde los primeros defensores de la salud eran más típicamente abogando por una causa, no para un individuo. Estos defensores de la salud precedieron a defensores de pacientes hospitalizados y son parte de una larga historia de participación estadounidense en organizaciones sociales. Fueron activistas en movimientos sociales y asociaciones voluntarias, incluyendo organizaciones cívicas, asociaciones de mujeres y organizaciones laborales, y en las primeras organizaciones sin fines de lucro específicas de la enfermedad como la Sociedad Americana del Cáncer (fundada como la Sociedad Americana para el Control del Cáncer en 1913) o la Marcha de Dimes (fundada como la Fundación Nacional para la Parálisis Infantil en 1938). A principios del siglo XX, estos defensores llegaron a su trabajo a través de otras rutas profesionales, a menudo como trabajadores sociales, abogados, enfermeras de salud pública o médicos. Eran las "nuevas mujeres" de la Era Progresista de Hull House y la Oficina de la Infancia, la Asociación Americana para la Legislación Laboral, líderes del movimiento en 1919 para el seguro nacional de salud, las enfermeras que trabajaron con Lillian Wald para abogar por la atención de salud indigente a través de Servicios de Enfermedad Visitante (1893), o con la Asociación del Centro de Maternidad (1918), para abogar por la atención materna e infantil para los inmigrantes pobres. Obtuvieron su educación profesional en otras disciplinas y luego la aplicaron a la salud.
La promoción de la salud también tiene raíces del siglo XX en la organización comunitaria en torno a los riesgos para la salud en el medio ambiente y en el lugar de trabajo. La Love Canal Homeowners Association, por ejemplo, fue fundada en 1978 por Lois Gibbs y otros preocupados por la alta tasa de cáncer y defectos de nacimiento en la comunidad. Estos defensores de las raíces de hierba a menudo comienzan con una preocupación sobre los "grupos" percibidos de la enfermedad. El Newtown Florist Club en el lado sur de Gainesville, Georgia fue fundado por mujeres que unieron su dinero para comprar coronas de flores para funerales en su comunidad; en la década de 1980 comenzaron a reconocer que había "demasiadas muertes debido al cáncer y el lupus en el vecindario." Eso nos puso en una maravilla'", dijo un residente, y ahora su defensa incluye giras tóxicas de la comunidad. Las disparidades de salud y los problemas de justicia ambiental son a menudo el foco de la promoción de los residentes urbanos de bajos ingresos y minorías, y al igual que West Harlem Environmental Action (WE ACT), su defensa de la justicia ambiental abarca preocupaciones de salud.
En los países en desarrollo, grupos como Las venas azules pueden enfrentar dificultades adicionales para sacar sus mensajes.
Recientemente se han unido la promoción específica de enfermedades y la promoción de la salud ambiental, sobre todo en la adopción por los defensores del "principio de precaución". Algunos grupos de defensa del cáncer de mama en particular, argumentan que "la prevención es la cura", cuando se trata de exposiciones no probadas que podrían ser cancerígenas. Rachel's Newses un ejemplo de esa información combinada sobre defensa ambiental y de la salud.
A principios de la década de 1990 Healthcare Advocates, Inc. determinó que los grupos de presión (abogados) estaban ayudando a las masas, pero no había organizaciones que ayudaran a los pacientes, un paciente a la vez. Desarrollaron un nuevo modelo de promoción que permitió a los pacientes acceder directamente a los servicios, resolviendo así los problemas asociados con el acceso a la atención y el reembolso a través de sus empleadores.
En 2007, se reconoció que la divulgación a la mayoría de los pacientes que necesitarían asistencia personal de los defensores de la salud tendría que provenir del sector privado. Las personas, algunas con antecedentes como la enfermería o el manejo de casos, y otras que tenían experiencia ayudando a sus seres queridos o amigos a navegar por el sistema de salud, comenzaron a establecer prácticas privadas para proporcionar esos servicios a los pacientes del cliente. Una nueva organización, The Alliance of Professional Health Advocates, fue fundada para apoyar a esos nuevos defensores privados, además de aquellos que consideran tal carrera, con asesoramiento legal, de seguros, de marketing y otros negocios.
La Asociación de Enfermeras Visitantes de América (VNAA) es también una asociación sin fines de lucro que es una defensora de la salud para sus agencias de enfermería visitantes sin fines de lucro y proveedores de salud en el hogar. El VNAA se trasladó a DC desde Boston en 2008 para poder ser un firme defensor de la salud de sus miembros.
En 2017 fue creado el Movimiento Social denominado Organización Defensa del Paciente que promueve y defiende el derecho a la salud, desde el enfoque de derechos humanos, en varios países de América Latina, entre ellos: Argentina, Colombia,Chile, Ecuador,Guatemala,México y Perú.

## Profesionalización
En estos primeros años había tres elementos críticos para desarrollar una profesión sobre la mesa: asociación, credencial y educación. La Society for Healthcare Consumer Advocacy fue fundada como una asociación de defensores de pacientes principalmente hospitalarios, sin la autonomía característica de una profesión: era y es una asociación miembro de la Asociación Americana de Hospitales. Estos primeros defensores hospitalarios creían que algunas credenciales eran importantes, pero las discusiones fundadas sobre los bancos de credenciales de requisitos educativos, por supuesto, desafiarían la hegemonía del hospital como empleador. No podían estar de acuerdo.
Ruth Ravich, fundadora del programa pionero de defensa de pacientes en el Hospital Mt. Sinai de Nueva York, y algunos de sus colegas, decidieron lidiar con este estancamiento separando la educación de la credencialización más controvertida. Se dirigieron a un entorno académico como base para el desarrollo de la educación profesional de posgrado independiente de la "industria" hospitalaria. El programa de maestría resultante en Defensa de la Salud en Sarah Lawrence College fue fundado en 1980. En 1981, Ravich calificó el profesionalismo y sus requisitos de acreditación subyacentes como uno de los principales problemas a los que se enfrenta la organización nacional. El profesionalismo —y los requisitos educativos que subyacen a una profesión— sigue siendo un tema de acalorado debate entre los defensores de los pacientes y la salud.
En la historia de cada profesión, hay un período en el que un grupo diverso de profesionales trabajan de diversas maneras para "consolidar la autoridad". Para la medicina, este período es más conocido por el Informe Flexner (1910) que calificó las escuelas de medicina y dio un impulso importante a los líderes de AMA y a los médicos de élite que estaban tratando de mejorar y estandarizar la educación médica. Las normas educativas para la admisión en la profesión fueron de la manera previa con la reorganización anterior de la asociación profesional, la AMA, para incorporar a todos los médicos en ejercicio (abuelo en aquellos que no cumplían con los estándares actuales), y un crecimiento previo en las licencias estatales que proporcionaba la autoridad legal para la práctica profesional. Para algunas profesiones la consolidación nunca ocurre: la enfermería ha pasado un siglo debatiendo las normas educativas, divididas en identidad, dividida entre ser una fuerza laboral y una profesión. En 1984, el ex congresista (FL) Paul Rogers, señaló en su ensayo introductorio a un volumen sobre la defensa en el cuidado de la salud, "La promoción en la atención de la salud es un llamamiento que muchos de nosotros hemos perseguido —de una manera u otra— durante muchos años. Y sin embargo, no ha alcanzado el estatus completo de una profesión independiente". 
En 2010, casi dos docenas de organizaciones habían comenzado a ofrecer programas de certificados, talleres y títulos en defensa de pacientes o de salud. Cada año, más organizaciones, incluyendo colegios y universidades ofrecen este tipo de programas, satisfaciendo las necesidades de muchas personas que están recurriendo a carreras en la defensa del paciente y la salud.
A principios de 2014, no existe una certificación u otra credencial reconocida a nivel nacional o internacional para los defensores. Un grupo de partes interesadas e involucradas en el sector privado de la promoción comenzó su labor en 2012 para desarrollar normas de certificación. 

## Certificación y licencias
Los defensores de la salud no están certificados o licenciados específicamente como defensores de la salud o los pacientes porque no existen normas nacionales o internacionales para definir el trabajo o las habilidades requeridas. Algunas organizaciones educativas que ofrecen cursos o certificados en salud y defensa del paciente afirman que también proporcionan certificación, pero esos certificados son específicos solo para esos programas.
En 2012, un grupo de partes interesadas que trabajan en instituciones educativas, hospitales y como defensores individuales de la salud se unieron para comenzar a formar una credencial o programa de certificación para los defensores. 